# جان رابرت اندرسون
جان رابرت اندرسون (انگلیسی: John Robert Anderson؛ زادهٔ ۲۷ اوت ۱۹۴۷) روانشناس اهل ایالات متحده آمریکا است. او در حال حاضر استاد روانشناسی و علوم کامپیوتر دانشگاه کارنگی ملون است.
وی همچنین برندهٔ جوایزی همچون نشان بنجامین فرانکلین شده‌است.